# Litium
Litium, uttal: li't(s)ium (latinskt namn Lithium), är grundämne nummer tre (3) i det periodiska systemet. Litium tillhör gruppen alkalimetaller och har kemiskt tecken Li. 
Litium var det första grundämne som utsattes för en helt artificiell kärnreaktion. John Cockcroft och Ernest Walton bombarderade 1932 Litium-7 kärnor med protoner från en partikelaccelerator. Försöket resulterade i en splittring av Li-kärnorna på ett sådant sätt, att två helium-kärnor bildades.

## Egenskaper
I ren form är litium en silvervit mjuk och smidig metall. Den är hårdast av alkalimetallerna och med den högsta smältpunkten och den högsta kokpunkten. Litium är det lättaste grundämnet som är i fast form vid normal rumstemperatur.
Litium har hög elektrisk ledningsförmåga. Metallen oxideras inte i absolut torr luft men däremot snabbt i vanlig luft och vatten. Ämnet måste därför förvaras i syrefria vätskor som till exempel fotogen eller mineralolja. Om det förvaras i luft överdras det snabbt med ett lager av en blandning av litiumhydroxid (LiOH), litiumkarbonat (Li2CO3) och litiumnitrid (Li3N). Litiums normalpotential i vattenlösning vid 25 °C för reaktionen Li=Li+ + e- är -3,045 V.
Metallen är löslig i flytande ammoniak. Lösningen är kraftigt reducerande. I utspädd form är lösningen blå men i koncentrerad form är den metalliskt kopparliknande.
Litiums utvidgningskoefficient är 0,000 046 K−1.

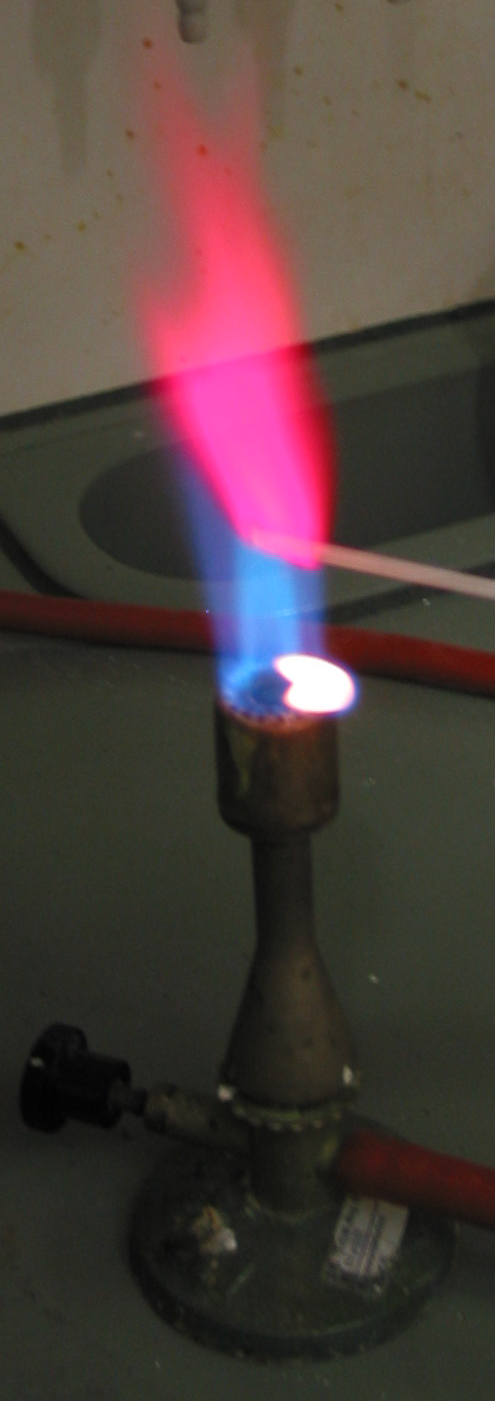
Litiums färg i låga. Ett test på litium

Vid upphettning i en låga avger litium en karminröd färg på grund av att litiumet lätt joniseras. Den starkaste spektrallinjen finns vid 670,8 nm.
Isotoper med alla masstal från och med 4 till och med 12 är kända, men endast litiumatomer med masstalen 6 och 7 är stabila.

## Förekomst[12]
Litium förekommer i många bergarter, 0,001 7 % av jordskorpan, i havsvatten 1,8 · 10−5 % (0,18 mg/l), i flodvatten i USA så lite som 3 · 10−7 % (0,003 mg/l). I mineralkällor kan halterna vara betydligt högre, 0,05…10 mg/liter. Ungefär hälften av allt litium finns i Bolivias saltöken. Detta gör att litium är det 35:e vanligaste grundämnet i jordskorpan. Utvinningen sker framför allt i Australien (ca 50 %), Chile (25%) och Kina (20%) och efterbearbetningen sker i i huvudsak i Kina (70%)
Kända hälsokällor med "heligt vatten" innehållande litium finns i Santovka i Slovakien, i Karlovy Vary (Karlsbad) i Tjeckien, i Mariánské Lázně (Marienbad) i Tjeckien och i Vichy i Frankrike.
De industriellt viktigaste mineralen är amblygonit, lepidolit, petalit och spodumen.

## Utvinning
| Land                | Produktion | Reserver   |
| ------------------- | ---------- | ---------- |
| Argentina           | 6 590      | 3 600 000  |
| Australien          | 74 700     | 6 200 000  |
| Brasilien           | 2 630      | 390 000    |
| Canada              | 520        | 930 000    |
| Chile               | 38 000     | 9 300 000  |
| Folkrepubliken Kina | 22 600     | 3 000 000  |
| Portugal            | 380        | 60 000     |
| Zimbabwe            | 1 030      | 2 800 000  |
| Hela världen        | 146 000    | 28 000 000 |

Tillgången på litium har de senaste åren kommit i blickfånget till följd av råvarans betydelse vid tillverkning av batterier för bland annat datorer och elfordon och behovet ökar för närvarande i snabb takt. Mellan 2022 och 2023 ökade produktionen med hela 23%. Världsproduktionen av litium uppgick år 2023 till cirka 180 000 ton varav Australien, Chile och Kina står för över 90%. Den ökade efterfrågan på litiumbatterier har lett till ökad prospektering. År 2016 uppskattades världens kända tillgångar till 47 miljoner ton, idag (2024) har den siffran korrigerats till 105 miljoner ton varav Argentina och Bolivia vardera har cirka 22 miljoner ton.
Utvinningen i just Bolivia är dock ännu obetydlig, mycket till följd av landets mycket svaga ekonomiska och politiska ställning. År 2009 startade en småskalig utvinningsanläggning i departementet Potosí vid Salar de Uyuni, en vattenmättad saltöken 3 700 meter över havet. En trögflytande saltlösning pumpas upp från bottnen och indunstas i grunda bassänger i strandkanten, samma teknik som vid utvinning av havssalt i saliner. Resultatet blir vita kristaller i form av litiumkarbonat, Li2CO3, som blir råvara vid framställning av flera andra litiumföreningar samt för renframställning av metallen. Produktionen i detta projekt planerades nå 40 ton litiumkarbonat vid utgången av 2010[uppföljning saknas] vilket dock utgör bara någon promille av världsproduktionen.

### Framställning ur mineral
Metod 1 från spodumen. Mineralet anrikas genom flotation och upphettas därefter till 1000–1100 °C. Sedan behandlas mineralet med svavelsyra. Därefter kan litiumsulfat lakas ur.

Metod 2 från spodumen eller lepidolit. Mineralet upphettas med kalksten till 900–1000 °C. Därefter kan litiumhydroxid lakas ur.

### Litium i Sverige
I Sverige pågår viss prospektering. Provborrning efter litium gjordes i Västanå utanför Liden, väster om Sundsvall, i början av 2013. Möjliga fynd av tantal och niob bidrog till intresset. Provborrningarna stoppades emellertid senare under 2013, dels för att prospekteringsbolaget Providence Lithium Resources AB:s arbetsplan enligt Bergsstaten stred mot minerallagen, dels för att bolaget inte underrättat markägarna "på rätt sätt".
En möjlig fyndighet i Bergby i Gävle kommun undersöks, provborrning av en yta på närmare 8 000 hektar inleddes i april 2023 och provtagning pågår även i grannområdet Axmarby.

### Litium i Finland
Finland har Europas största kända förekomst av litium i Kaustby, Kronoby och Karlebytrakten i Mellersta Österbotten. En exploatering har diskuterats av Keliber Oy.

## Användning
Det finns många användningsområden för litium och dess föreningar:
- Olika legeringar. Litium, i sig mjukt som smör, legerar sig lätt med aluminium, magnesium och bly och gör dessa hårdare.
- Litiumtvålar är bra smörjmedel.
- Elektriska batterier och t.ex. litiumjonbatterier för elbilar. Det mest uppmärksammade exemplet är Tesla Model S. Tesla förlitar sig helt på Litiumjon-batterier i alla sina bilar och har byggt Gigafactory för att producera litiumjonbatterier.
- Mediciner mot bipolär sjukdom. Se Litiumbehandling.
- Spårämne vid spaning efter vattenflöden
- Spårämne med förekomst i låga halter i föda och dricksvatten.
- Litiumfluorid gör glas genomskinligt för ultraviolett strålning (UV), vilket kan utnyttjas för tillverkning av UV-genomsläppliga linser för fotografering i UV-ljus.
- Litiumklorid och litiumbromid (LiCl, LiBr) är starkt vattenupptagande (hygroskopiska) och används i många vetenskapliga sammanhang som torkmedel. Litiumklorid kan även användas som antifrysmedel
- I fusionsvapen, lite oegentligt kallade vätebomber. Under termonukleära förhållanden sönderdelas 6Li till tritium 3H, som fusionerar med deuterium, 2H.
- I fusionsreaktorer som en källa till tritium. Väggarna på en tokamak täcks med litium, och neutroner från fusionen omvandlar 6Li till 3H som upprätthåller bränslecykeln (D-T-fusion).
- Beståndsdel i raketbränsle
- Litiumperklorat användes inom organisk syntes.
- Litium kan ingå i föreningar som används för att öka viskositeten hos smörjoljor och smörjfetter. Speciell egenskap för litiumsmöjmedel är att de har ett högt viskositetsindex (bibehållna egenskaper inom ett brett temperaturområde, från mycket kallt till mycket varmt).
- Litiumhydrid bildas som ett vitt pulver, när litium utsätts för en 750 °C het vätgas-ström. Om detta pulver blandas med vatten frigörs stora mängder väte (upp till 2,8 m3 per kilogram pulver). Detta gör att litiumhydroxid kan fungera som vätgasackumulator.
- Litiumklorid används i litiumbatterier av den anledningen att atomens elektroner inte vill vara på samma ställe utan är rörlig och skapar spänning.

## Historia
Mineralet petalit upptäcktes år 1800 av brasilianaren José Bonifácio de Andrada e Silva i prov från en pegmatit i Utö järnmalmsgruva i Stockholms södra skärgård.  Mineralet analyserades 1817 av Johan August Arfwedson som därvid upptäckte grundämnet litium. Arfwedson arbetade då i laboratoriet hos  Jöns Jakob Berzelius. Namnet litium kommer av det grekiska ordet λίθεος [litheos], sten. Litium framställdes i metallisk form först av de engelska kemisterna William Thomas Brande och Humphry Davy år 1818 genom elektrolys av smält litiumoxid.
År 1855 lyckades Robert Wilhelm Bunsen och Augustus Matthiessen renframställa litium genom elektrolys av smält litiumklorid, LiCl, i sådan mängd att metallens egenskaper kunde undersökas.